# Bulbul noir
Hypsipetes leucocephalus
Espèce
Répartition géographique
Statut de conservation UICN

 LC  : Préoccupation mineure
Le Bulbul noir (Hypsipetes leucocephalus) est une espèce de passereau de la famille des Pycnonotidae.

## Description
Le bulbul noir mesure de 23 à 25 cm de long de la tête à la queue. Son plumage varie du gris au noir. Il a une crête noire hirsute et ses pieds et pattes sont rouges. 

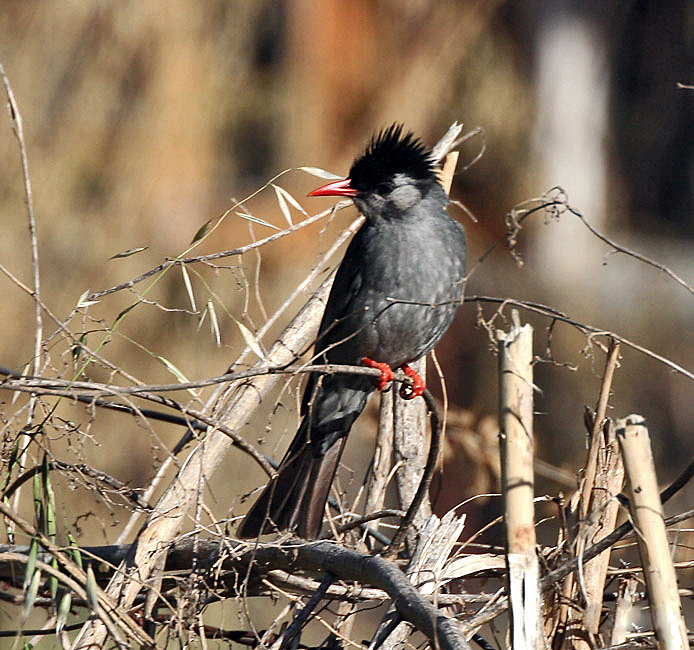
Plumage gris, Inde
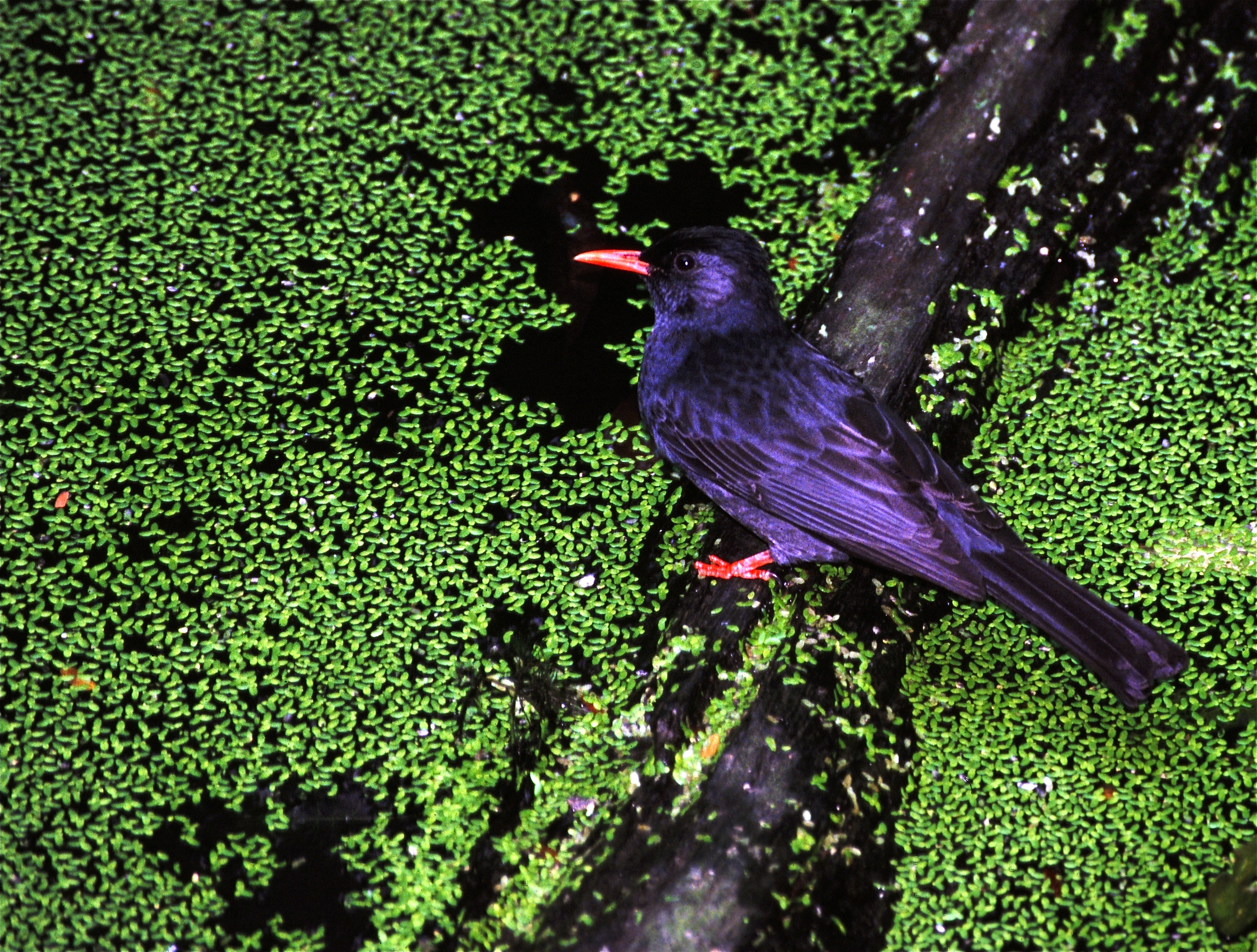
Forme à tête noire, Zoo de Dusit, Bangkok, Thaïlande
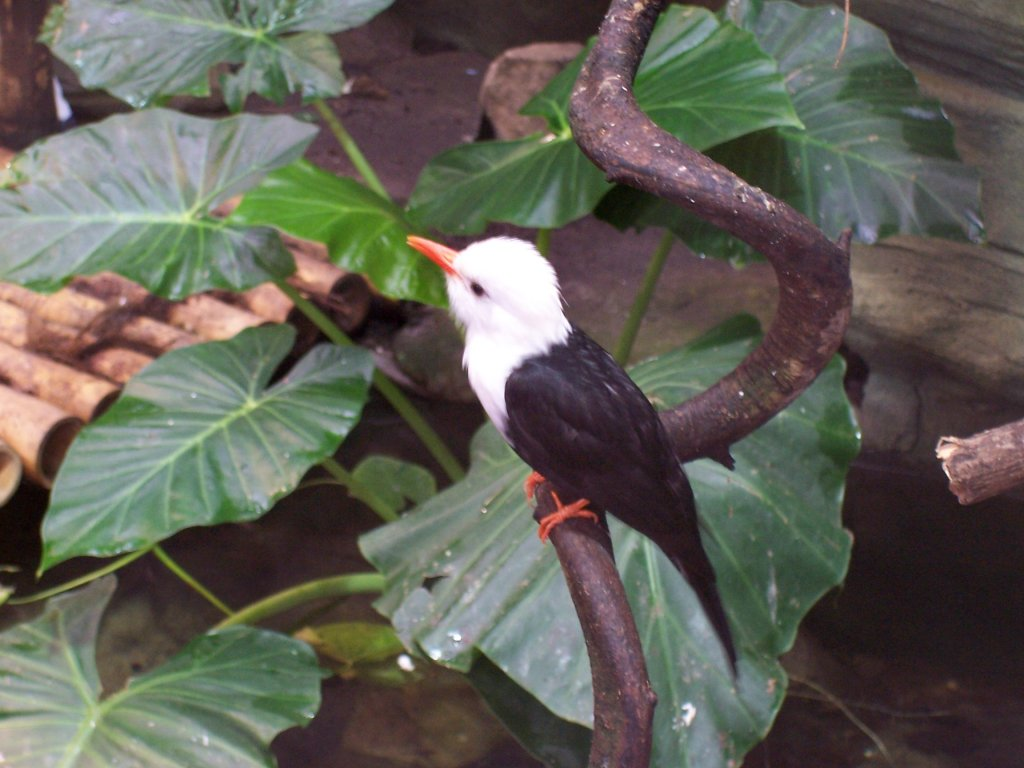
Forme à tête blanche originaire de Chine (zoo d'Ostrava)
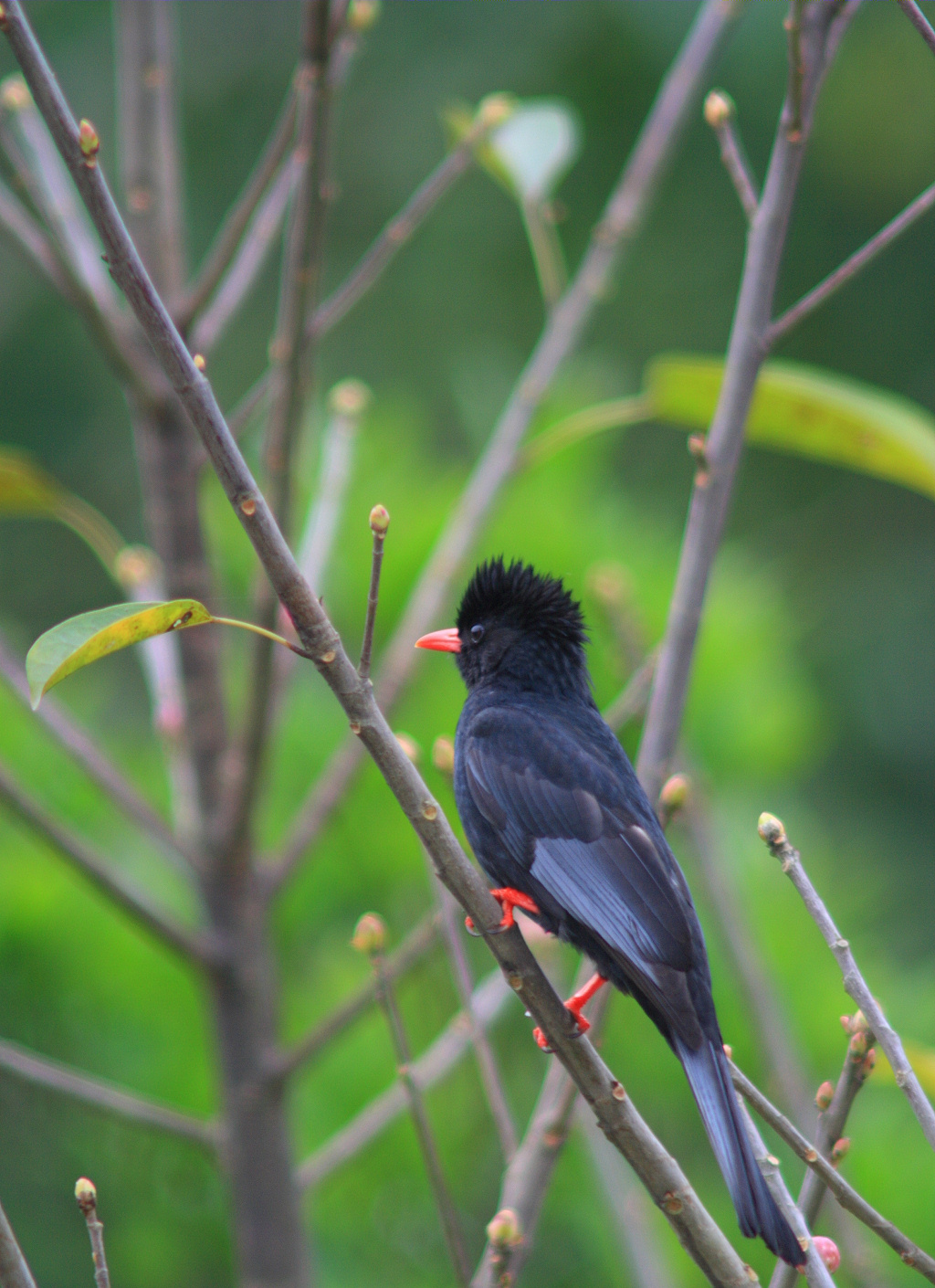
Plumage noir, Taïwan

Cette espèce présente une forme à tête noire et une autre forme à tête blanche.

## Habitat
Le bulbul noir est un oiseau commun des forêts et des jardins en Inde, en Chine et en Thaïlande. On le trouve en montagne dans les forêts de chênes, de pins et de rhododendrons.

## Comportement
Comme tous les bulbuls, cet oiseau frugivore est grégaire et bruyant.

## Alimentation
Cet oiseau se nourrit de baies et de fruits.

## Nidification
Son nid est une mince coupe d'herbes, de feuilles et de mousse installée à la fourche d'un arbre.

## Répartition et sous-espèces
Selon la classification de référence du Congrès ornithologique international (15.1, 2025) il se répartit en dix sous-espèces (ordre phylogénique) :
- H. l. psaroides Vigors, 1831 — Himalaya ;
- H. l. nigrescens Baker, 1917 — nord-est de l'Inde et ouest de la Birmanie ;
- H. l. concolor Blyth, 1849 — sud du Yunnan et Indochine ;
- H. l. ambiens (Mayr, 1942) — ouest du Yunnan et nord-est de la Birmanie ;
- H. l. sinensis (La Touche, 1922) — nord du Yunnan ;
- H. l. stresemanni (Mayr, 1942) — centre du Yunnan ;
- H. l. leucothorax (Mayr, 1942) — centre de la Chine ;
- H. l. leucocephalus (Gmelin, 1789) — sud-est de la Chine ;
- H. l. nigerrimus Gould, 1863 — Taïwan ;
- H. l. perniger Swinhoe, 1870 — Hainan.

C'est un migrateur partiel : les populations du nord migrent vers le sud en hiver.